# Mintrachinger Holz
Das Mintrachinger Holz ist ein über vier Quadratkilometer großes Waldgebiet in der Oberpfalz zwischen Mintraching und Geisling in der Gemeinde Pfatter. Es liegt innerhalb des Landschaftsschutzgebietes LSG-00558.01. 
Das Waldgebiet liegt fast vollständig auf dem Gebiet der Gemeinde Mintraching, nur der Schnarrbuckel im Osten liegt im Gebiet der Gemeinde Pfatter auf der Gemarkung Geisling. In dem Waldgebiet liegen einige ehemalige Baggerseen, größter ist der Almer Weiher. Die Staatsstraße 2329 durchquert das Gebiet in West-Ost-Richtung. Der frühere Flurname des ehemals unbewaldeten, sumpfartigen Feuchtgebiets war Mindrachinger Au. Das Gebiet wurde im 19. und frühen 20. Jahrhundert trockengelegt und in den 2000er-Jahren renaturiert.